# Arthur W. Barnes (manzana)
Arthur W. Barnes es el nombre de una variedad cultivar de manzano (Malus domestica). Un híbrido de manzana diploide resultado del cruce de 'Cramoisie de Gascogne' x 'Cox's Orange Pippin' en 1902. NF Barnes, jardinero jefe del duque de Westminster en Eaton Hall, Chester, Cheshire Inglaterra. Comercializado en 1928 por el vivero "Clibrans de Altrincham". Las frutas tienen una pulpa verdosa, de textura de grano fino y crujiente, con sabor muy jugoso y ácido.

## Sinonimia
- "AW Barnes".

## Historia
'Arthur W. Barnes' es una variedad de manzana, híbrido de manzana diploide resultado del cruce de la variedad 'Cramoisie de Gascogne' como Parental-Madre x el polen de 'Cox's Orange Pippin' como Parental-Padre en 1902. Fue criado por NF Barnes, jardinero jefe del duque de Westminster en Eaton Hall, Chester, Cheshire (Reino Unido). Comercializado en 1928 por el vivero "Clibrans de Altrincham".
Está cultivada en diversos bancos de germoplasma de cultivos vivos tales como en National Fruit Collection (Colección Nacional de Fruta) de Reino Unido donde estuvo cultivada con el número de accesión: 1923-109 y nombre de accesión 'Arthur W. Barnes'.

## Características
'Arthur W. Barnes' es un árbol de un vigor moderadamente vigoroso, de tamaño mediano y tienen un hábito extendido. Portador de espuela de fructificación. Tolera suelos húmedos y terrenos pesados. Tiene un tiempo de floración que comienza a partir del 5 de mayo con el 10 % de floración, para el 11 de mayo tiene una floración completa (80 %), y para el 18 de mayo tiene un 90 % caída de pétalos.
Tiene una talla de fruto grande con altura promedio de 59,00 mm, y ancho promedio de 73,00 mm; forma redonda, con nervaduras débiles a medias y corona muy débil; epidermis es suave y tiene un tacto graso, con color de fondo verde claro que madura a amarillo sobre el cual hay un rubor rojo y naranja con rayas rotas, ruginoso-"russeting" (pardeamiento áspero superficial que presentan algunas variedades) débil; cáliz es grande y abierto, asentado en una cuenca plisada de poca profundidad y ancha; pedúnculo es de longitud medio largo y de un calibre algo delgado, colocado en una cavidad con ruginoso-"russeting", medianamente profunda y estrecha; la carne es verdosa, de textura de grano fino y crujiente, con sabor muy jugoso y ácido.
Su tiempo de recogida de cosecha se inicia a mediados de septiembre. Se mantiene bien hasta dos meses en cámara frigorífica. Es susceptible a la mildiu y al tizón.

## Usos
'Arthur W. Barnes' es muy utilizada como manzana de cocina haciendo unas salsas excelentes.

## Ploidismo
Parcialmente autofértil. Grupo de polinización: C Día 11.